# Ralph Nader

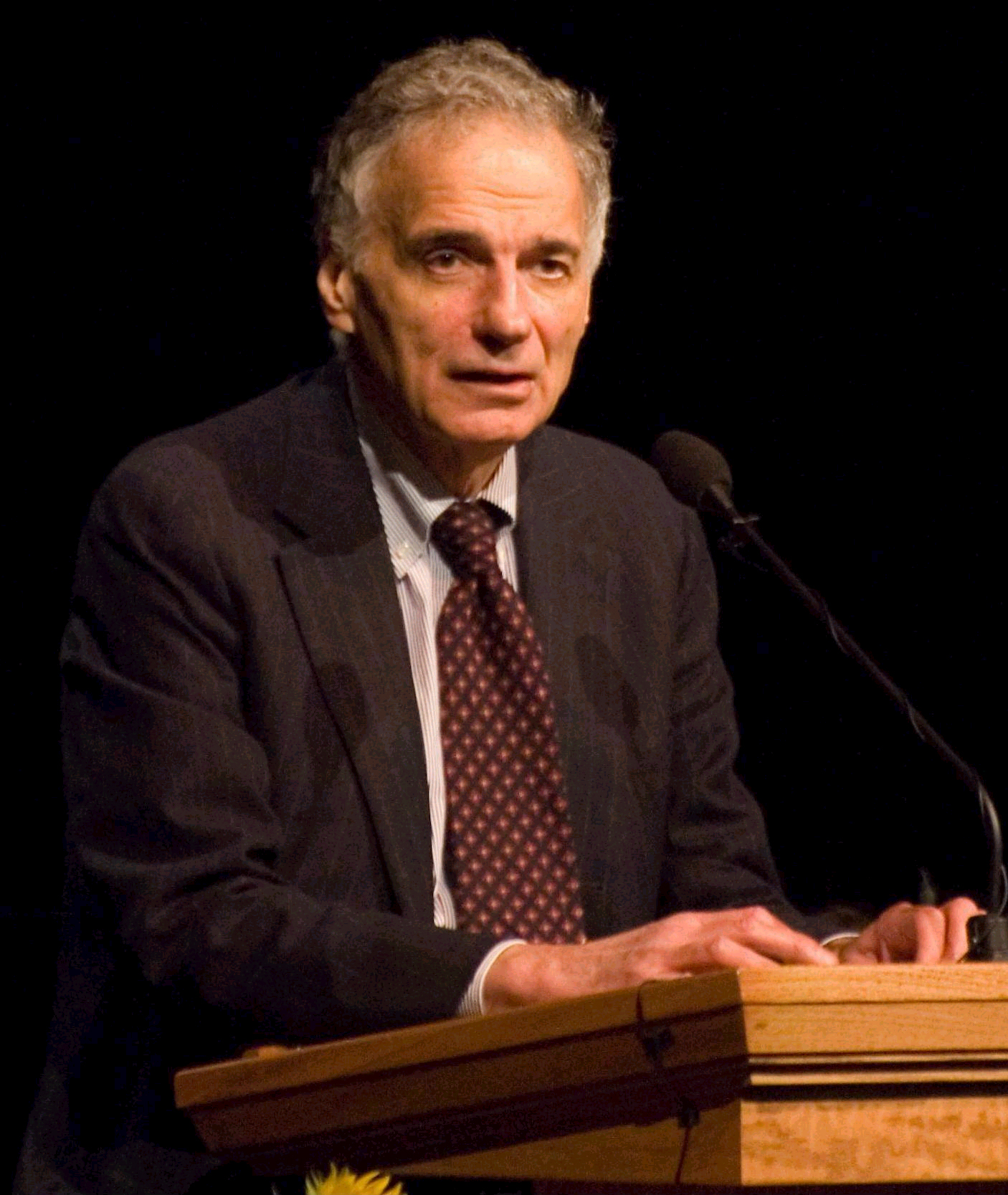
Ralph Nader (2007)

Ralph Nader [ɹælf ˈneɪdɚ] (* 27. Februar 1934 in Winsted, Litchfield County, Connecticut) ist ein US-amerikanischer Verbraucheranwalt und Politiker.

## Ausbildung und Verbraucherschützer
Nader wurde als Sohn libanesischer Einwanderer geboren. Er studierte zunächst an der Woodrow Wilson School of Public and International Affairs der Princeton University, wo er 1955 mit der Auszeichnung magna cum laude zum Bachelor of Arts (BA) graduierte. Anschließend studierte er Jura in Harvard, wo er mit dem Bachelor of Laws (LLB) 1958 abschloss. Ab 1959 arbeitete er als Anwalt in Hartford. Von 1961 bis 1963 hielt er Vorlesungen an der University of Hartford, zwischen 1967 und 1968 in Princeton.
1965 veröffentlichte er sein Buch Unsafe at Any Speed, in dem er argumentierte, dass viele US-amerikanische Automobile (speziell der Chevrolet Corvair von General Motors) Konstruktionsschwächen aufwiesen. Auch kritisierte Nader den mangelnden Schutz von Passagieren in sich überschlagenden Cabriolets. Das Buch hatte Anhörungen im Kongress und eine Reihe von Gesetzen zur Folge, welche zur Verbesserung der Sicherheit von Kraftfahrzeugen beitragen sollten. Als Folge dieser Gesetze wurden in den USA ab 1976 sechs Jahre lang keine Cabrios hergestellt. Bereits seit 1975 mussten neuzugelassene Pkw mit Stoßfängern ausgerüstet werden, die in einer bestimmten Höhe angebracht waren und sich bei einem Zusammenstoß bis 5 mph nicht verformen durften. Ebenfalls argumentierte Nader gegen den Heckmotor, was den VW Käfer schwer getroffen hätte, sowie Porsche mit dem 911, dessen größter Absatzmarkt mit 75 % Anteil die USA waren.
1971 startete Nader seine Initiative Public Citizen, eine Organisation zur Durchsetzung von Verbraucherrechten.
Er gilt als Symbolfigur der Linksalternativen in den Vereinigten Staaten. Als Verbraucherschützer bekämpfte er in den späten 1990er Jahren unter anderem den Software-Riesen Microsoft.

## Präsidentschaftskandidaturen

### Wahl 1996

Wahlkampfaufkleber für Nader 1996

1996 wurde Nader bei einem Nominierungsparteitag in Los Angeles von mehreren einzelstaatlichen Landesverbänden verschiedener grüner Parteien zum grünen, aber formell unabhängigen Präsidentschaftskandidaten für die Wahl im gleichen Jahr gekürt. In 22 Bundesstaaten erreichte er zur Kandidatur das nötige Quorum. Für seine Wahlkampagne gab er, eigenen Angaben zufolge, nur 5000 $ aus. Unterstützung bei seinen wenigen öffentlichen Auftritten erhielt er hauptsächlich durch zahlreiche lokale Initiativen von Umwelt- und Verbraucherschützern. Bei der Präsidentschaftswahl am 5. November errang er mit 685.297 bzw. 0,71 % der abgegebenen gültigen Wählerstimmen einen abgeschlagenen 4. Platz hinter Bill Clinton (Demokratische Partei), Bob Dole (Republikanische Partei) und Ross Perot von der Reform Party.

### Wahl 2000
2000 trat er erstmals als Präsidentschaftskandidat der amerikanischen Grünen Partei gegen George W. Bush und Al Gore von der Demokratischen Partei an und gewann 3 Mio. Stimmen (2,74 %). Seine Kandidatur wurde von Seiten der Demokratischen Partei stark kritisiert, da befürchtet wurde, dass er Stimmen anziehen werde, die ansonsten Gore zugutekämen. Nader selbst begründete seine Kandidatur unter anderem mit dem Hinweis darauf, dass die Unterschiede zwischen Bush und Gore zu gering seien, um seinerseits eine Unterstützung Gores zu rechtfertigen. Dabei wurde er unter anderem von Eddie Vedder, Ben Harper, Patti Smith und Michael Moore unterstützt. 
Bei der Wahl wurde Nader wie vorausgesagt zum Zünglein an der Waage. Im Bundesstaat Florida hätten allein 600 der 97.488 Nader-Stimmen schon für den demokratischen Kandidaten Gore zum Sieg über Bush gereicht. Für den Fall, dass Nader nicht angetreten wäre, hätten laut Wahlanalyse 25 % der Wähler Naders Bush gewählt, wohingegen 38 % seiner Wähler Gore gewählt hätten. Der Rest wäre den Nichtwählern zugefallen. Schenkt man diesen Zahlen Glauben, so wäre ohne Naders Kandidatur 2000 Al Gore zum Präsidenten gewählt worden. Allerdings gilt diese Überlegung in ähnlicher Weise für Kandidaten anderer kleiner aussichtsloser Parteien.
Da ein solch knappes Ergebnis von den Vorwahlprognosen vorausgesagt wurde, versuchten einige Anhänger Gores, Stimmen über Bundesstaaten hinweg zu tauschen. Dabei sollte das Wahlsystem der USA (ein Mehrheitswahlrecht) überlistet werden, bei dem bei einer relativen Mehrheit eines Kandidaten in einem Bundesstaat sämtliche Stimmen dieses Bundesstaates dem Gewinner zufallen, wodurch eine Stimme in einem Bundesstaat mit knappem Wahlausgang (Swing State) eher ausschlaggebend als in Bundesstaaten mit klarem Wahlausgang. Deswegen versuchten einige Demokraten in Staaten mit klarem Wahlausgang ihre Stimme quasi mit Anhängern Naders in Swing States zu tauschen. Nader selbst unterstützte solche Bemühungen nicht und trat auch in jedem Bundesstaat an.

### Wahl 2004

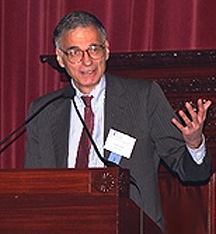
Ralph Nader (2004)

Am 22. Februar 2004 meldete Nader erneut seine Präsidentschaftskandidatur an. Am 21. Juni 2004 benannte er den prominenten Grünenpolitiker Peter Camejo als seinen Vize-Präsidentschaftskandidaten. Die amerikanischen Grünen entschieden sich jedoch am 26. Juni 2004 wegen des knappen Wahlausgangs 2000 dagegen, erneut Nader und seinen Vize-Kandidaten als unabhängiges Kandidatenteam zu unterstützen, und beschlossen stattdessen, David Cobb als Präsidentschaftskandidaten zu nominieren. Die Demokratische Partei hatte befürchtet, dass Nader erneut ihren eigenen Kandidaten schwächen könnte – diesmal John Kerry. Wahlentscheidend wurde Naders Kandidatur diesmal allerdings nicht, da er lediglich 0,4 % aller Stimmen erhielt und es 2004 keinen Staat gab, in dem er die Demokraten um den Sieg bringen konnte. Hauptgrund für seinen dramatischen Stimmenrückgang war die sogenannte Anything-but-Bush-Haltung (Alles-bloß-nicht-Bush) vieler Nader-Wähler von 2000, die 2004 aus diesem Grund für Kerry stimmten.
Nader sorgte im Wahlkampf unter anderem mit Aussagen für Wirbel, in denen er US-Präsident Bush und die Abgeordneten des Kongresses als „Marionetten Israels“ bezeichnete. Einige Anhänger der Republikanischen Partei unterstützten Naders Kandidatur, indem sie sich auf seinen Unterstützerlisten eintrugen, die für das Antreten in den einzelnen Bundesstaaten notwendig sind. Sie erhofften sich dadurch, den Herausforderer der Demokraten Kerry zu schwächen.

### Wahl 2008

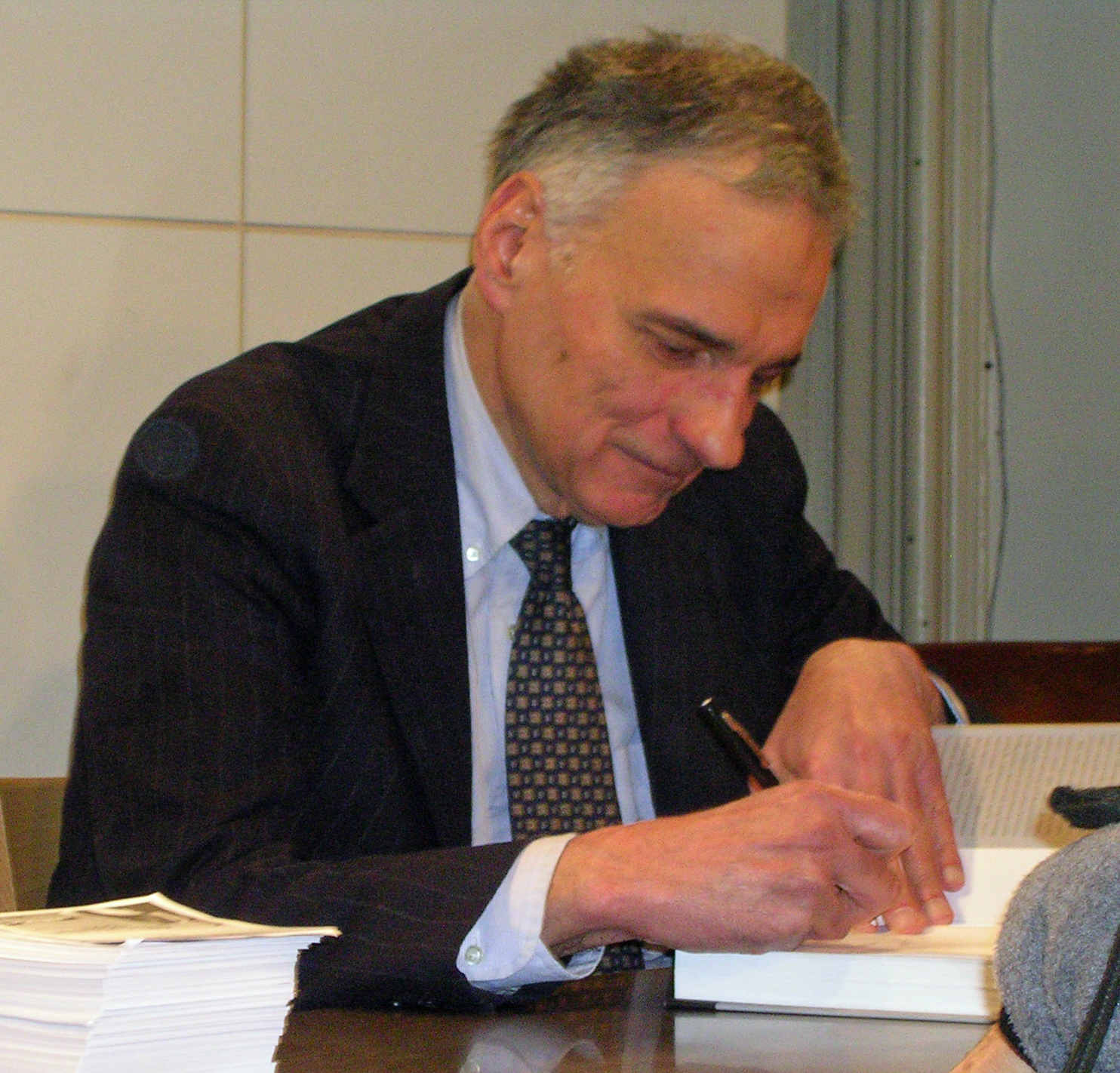
Ralph Nader (2007)

Am 30. Januar 2008 gründete Ralph Nader ein Komitee, um die Chancen einer erneuten Kandidatur auszuloten. Als Motivation nannte er die Nähe der Kandidaten der Demokraten, Barack Obama und Hillary Clinton, zum politischen Establishment sowie wirtschaftlichen Interessengruppen. Seine Ankündigung folgte dem Ausscheiden von John Edwards aus dem Rennen um die Kandidatur der Demokratischen Partei.
Am 24. Februar 2008 gab Nader bekannt, dass er als unabhängiger Kandidat bei den Präsidentschaftswahlen 2008 antreten werde. Er erhielt 0,5 % der Stimmen und keinen Wahlmann, lag aber damit trotzdem an dritter Stelle hinter Obama und McCain.

## Werke
- Unsafe at Any Speed, Grossman Publishers, 1965. (Zahlreiche Nachdrucke, u. a. ISBN 1-56129-050-5).
- Crashing the Party – How to Tell the Truth and Still Run for President. St. Martin’s Press, 2002, ISBN 0-312-28433-0.

## Trivia
In dem Protestsong Fast Cars von 1977 singt die englischen Punkband Buzzcocks „Sooner or later you're gonna listen to Ralph Nader“ (Früher oder später wirst du Ralph Nader zuhören).
Nassim Nicholas Taleb bezeichnete Nader 2012 als Freund und „weltlichen Heiligen“. Nader sei einer der wenigen ihm bekannten Menschen, die eingeforderte Werte und persönlichen Lebensstil in Einklang brächten.